# Colpo di fulmine (Giò Di Tonno & Lola Ponce)
Colpo di fulmine è una canzone scritta da Gianna Nannini e cantata da Giò Di Tonno e Lola Ponce.

## Descrizione
Concepito e originariamente destinato come parte integrante della sua opera pop 2008 Pia de' Tolomei, il brano è stato successivamente selezionato per il Festival di Sanremo 2008, partecipandovi e risultandone vincitore. Ha la peculiarità di avere come titolo un'espressione non presente all'interno del testo.
I due interpreti, Lola Ponce e Giò Di Tonno, avevano già preso parte all'opera teatrale Notre-Dame De Paris di Riccardo Cocciante.

## Classifiche di vendita
Il brano ha raggiunto la prima posizione nella Italian Singles Chart, migliore risultato tra le canzoni in gara.

## Tracce
1. Colpo di fulmine
2. Colpo di fulmine (versione strumentale)

## Classifiche
| Paese  | Posizione massima |
| ------ | ----------------- |
| Italia | 1                 |